# David Catcheside
David Guthrie Catcheside FRS (31 de mayo de 1907–1 de junio de 1994) fue un genetista vegetal, y botánico inglés.

## Biografía
Fue educado en Strand School y en King's College London (BSc). De 1933 a 1936, fue docente en botánica en King's College London, y en la Universidad de Cambridge de 1937 a 1950.
De 1952 a 1955, fue profesor de genética en la Universidad de Adelaide; profesor de microbiología en la Universidad de Birmingham de 1956 a 1964, y profesor de genética en la Australian National University de 1964 a 1972.

## Algunas publicaciones
- 1960. Complementation Among Histidine Mutants of "Neuospora Crassa". Proc. of the Royal Soc. B 153. Contribuyó Royal Soc. (GB) Publicó Royal Soc. 16 p.

- 1954. The Genetics of Micro-organisms. Reimpreso de Pitman, 223 p.

- 1931. Meiosis in a Triploid Oenothera. J. of Genetics. Contribuyó King's College London. Publicó Cambridge Univ. Press, 163 p.

## Honores

### Membresías[1]
- 1951: miembro de la Royal Society.
- Fellow of King's College London
- Trinity College, Cambridge.

### Eponimia
- Premio D.G. Catcheside, por la Genetics Society of Australasia.[4]
- La abreviatura «Catches.» se emplea para indicar a David Catcheside como autoridad en la descripción y clasificación científica de los vegetales.[5]